# Abra Pampa
Abra Pampa ist die Hauptstadt des Departamentos Cochinoca in der Provinz Jujuy im äußersten Nordwesten Argentiniens. Nach La Quiaca ist sie die zweitgrößte Stadt in der argentinischen Puna. 
Abra Pampa ist ein staubiger Ort mit niedrigen Häusern an der Ruta Nacional 9, die den Ort mit der Provinzhauptstadt San Salvador de Jujuy (224 km) und der Grenzstadt La Quiaca (73 km), an der Grenze zu Bolivien, verbindet. Cochinoca, die alte Hauptstadt, liegt nur 22 km entfernt. Abra Pampa liegt auf einer Höhe von 3484 Metern, am Fuß des sieben Kilometer südlich gelegenen Cerro Huancar. 

## Geschichte
Abra Pampa wurde am 30. August 1883 als neue Departamentshauptstadt gegründet. Ihr Gründungsname lautete Siberia Argentina und sollte an die durchdringende Winterkälte der Puna erinnern. Da sich dieser Name nicht durchsetzte, kehrte man wieder zu jener Bezeichnung zurück, unter der dieser Ort bereits vor der Stadtgründung bekannt gewesen war: Abra Pampa. 
Das Bevölkerungswachstum beschleunigte sich mit dem Bau der Eisenbahnlinie Ferrocarril General Manuel Belgrano im Jahre 1907. Der letzte Wachstumsschub war 1986 zu verzeichnen, als die Bleimine Pirquitas im Departamento Rinconada geschlossen wurde und sich ein Teil der Arbeiter zum Umzug nach Abra Pampa entschloss.

## Wirtschaft
Viehzucht ist die primäre Wirtschaftsaktivität, gefolgt vom Kunsthandwerk. Die Zucht von Lamas, Vikunjas und Schafen liefert die Wolle, die in den Familienbetrieben der Puna-Kooperative zu Stoffen verarbeitet wird. Daneben gibt es Ton-, Holz- und Steinarbeiten. Einige Maler stellen ihre Bilder aus. Als kulinarische Spezialität der Region gilt der Schafskäse.

### Tourismus
Die touristische Infrastruktur Abra Pampas ist nicht sehr hoch entwickelt. Tägliche Busverbindungen führen nach Cochinoca, Rinconada und Casabindo, wo alljährlich der einzige argentinische Stierkampf ein überregionales Publikum anzieht. Die seit Jahrhunderten kaum veränderte Lebensart der Punabewohner findet ebenso wie die Laguna de los Pozuelos (50 km) das Interesse der Touristen. 
Am Cerro Huancar wird auf den hellen, feinkörnigen Sanddünen Sandboard-Fahren praktiziert.

## Sonstiges
- Museo Arqueológico Leopoldo Aban (Sarmiento, Salón Parroquial, gegenüber der Plaza). Im August 1997 eröffnet, gehört dieses Museum zu den neuesten der Region. Neben archäologischen Fundstücken zeigt das Museum Bilder einheimischer Maler sowie Gegenstände des täglichen Lebens der Menschen in der Puna.
- Abra Pampa Miraflores. Landwirtschaftliche Versuchsstation. Hier werden Vikunjas in halber Freiheit gezüchtet.
- Ruta Nacional 40. In Abra Pampa begann bzw. endete früher die Ruta Nacional 40.

## Veranstaltungen
- Festival Folklórico del Huancar (Januar). Volksfest am Fuß des Cerro Huancar.
- Patronatsfest zu Ehren von San Antonio de Padua (13. Juni)
- Inti Raymi (20./21. Juni). Das inkaische Sonnenfest eröffnet den neuen landwirtschaftlichen Zyklus mit einem Volksfest am Cerro Huancar.
- Feria Andina de la llama (August). Ausstellung und Verkauf von Cameliden im Rahmen eines Volksfestes.